# Zorzines minimus
Zorzines minimus là một loài bướm đêm trong họ Noctuidae.